# Bodyrock
A Bodyrock Moby elektronikus zenész harmadik kislemeze a Play című albumról. A 38. helyet érte el az angol kislemezek listáján. A szám egy "Love Rap" című Spoonie G és Treacherous Three-számból tartalmaz részleteket, és a háttérben Nikki D énekel.

## Videóklip
A számhoz három klip készült.
A brit verzió (amit Fredrik Bond rendezett) egy folyamatosan táncoló fiúról szól, akit Moby figyel egy elhagyatott külvárosi területen. A klipben Moby mint látványtervező van jelen: bekapcsol egy szélgépet, majd tüzet is gyújt, aminek az lesz a vége hogy a közeli kocsi is lángra kap. Egy későbbi verzióban táncosok is szerepeltek.
Az amerikai verzióban, amit Steve Carr rendezett, Moby felhúz egy furcsa, csillag alakú szemüveget és ezen keresztül nézve minden járókelő helyére táncosokat képzel. A Run-D.M.C. együttes is feltűnik a klipben.

## Számok

### A kislemezeken szereplő számok
1. "Bodyrock" - 3:37
2. "Sunspot" - 6:50
3. "Arp" - 6:31
4. "Bodyrock" (Album Mix) - 3:34
5. "Bodyrock" (Radio Edit 1) - 3:21
6. "Bodyrock" (Radio Edit 2) - 3:12
7. "Bodyrock" (Olav Basoski Radio Edit) - 3:50
8. "Bodyrock" (Olav Basoski's Da Hot Funk Da Freak Funk Remix) - 6:27
9. "Bodyrock" (Olav Basoski's Da Hot Funk Da Freak Funk Remix(Radio Edit 1)) - 4:00
10. "Bodyrock" (Olav Basoski's Da Hot Funk Da Freak Funk Remix(Radio Edit 2)) - 3:45
11. "Bodyrock" (Hybrid's Bodyshock Remix) - 7:43
12. "Bodyrock" (B & H's Bodyrob Mix) - 4:42
13. "Bodyrock" (Dani König Remix) - 8:13
14. "Bodyrock" (Rae & Christian Remix) - 5:28
15. "Bodyrock" (Dean Honer Mix) - 3:21
16. "Bodyrock" (Remix) (készítette Dean Horner és Jarrod Gosling)

Megjegyzés: a 4. szám néhány kiadványon "Bodyrock" (Album Version) néven volt feltüntetve.

### Hivatalos CD-kiadvány
1. "Bodyrock" - 3:37
2. "Sunspot" - 6:50
3. "Arp" - 6:31

Ezt több lemeztársaság is kiadta:
1. Mute Records, Egyesült Királyság (CD Mute 225)
2. Mute Records, Skandinávia (CD Mute 225)
3. Intercord Tonträger GmbH, Németország (INT 8 87334 2)

### CD-kiadvány, USA, V2-Records (63881-27599-2)
1. "Bodyrock" (Dean Honer Mix) - 3:21
2. "Bodyrock" (Olav Basoski's Da Hot Funk Da Freak Funk Remix) - 6:27
3. "Bodyrock" (Rae & Christian Remix) - 5:28
4. "Bodyrock" (B & H Bodyrob Mix) - 4:42
5. "Bodyrock" (Dani König Remix) - 8:13
6. "Bodyrock" (Album Mix) - 3:34
7. "Sunspot" - 6:50
8. "Arp" - 6:31

### CD-kiadvány, Ausztrália, Mushroom Records (MUSH01897.2)
1. "Bodyrock" - 3:37
2. "Sunspot" - 6:50
3. "Arp" - 6:31
4. "Bodyrock" (Olav Basoski's Da Hot Funk Da Freak Funk Remix) - 6:27
5. "Bodyrock" (Hybrid's Bodyshock Remix) - 7:43
6. "Bodyrock" (Rae & Christian Remix) - 5:28

### Olav Basoski Radio Edit, CD (Labels)
1. "Bodyrock" (Olav Basoski Radio Edit) - 3:50

### Reklám CD-kiadvány, USA, V2-Records (V2DJ-27621-2)
1. "Bodyrock" (Radio Edit 1) - 3:21
2. "Bodyrock" (Olav Basoski's Da Hot Funk Da Freak Funk Remix(Radio Edit 2)) - 3:45
3. "Bodyrock" (Olav Basoski's Da Hot Funk Da Freak Funk Remix(Radio Edit 1)) - 4:00
4. "Bodyrock" (Olav Basoski's Da Hot Funk Da Freak Funk Remix) - 6:27

### Reklám CD-kiadvány, USA, V2-Records (V2DJ-27618-2)
1. "Bodyrock" (Olav Basoski's Da Hot Funk Da Freak Funk Remix(Radio Edit 1)) - 4:00
2. "Bodyrock" (Olav Basoski's Da Hot Funk Da Freak Funk Remix(Radio Edit 2)) - 3:45

### Reklám CD-kiadvány, USA, V2-Records (V2DJ-27648-2)
1. "Bodyrock" (Dean Honer Mix) - 3:21

### Reklám CD-kiadvány, USA, V2-Records (V2DJ-27594-2)
1. "Bodyrock" (Radio Edit 1) - 3:21
2. "Bodyrock" (Radio Edit 2) - 3:12
3. "Bodyrock" (Album Version) - 3:34

### 12" reklám kiadás (promo 1), Egyesült Királyság (PCD Mute 225)
1. "Bodyrock" (Hybrid's Bodyshock Remix) - 7:43
2. "Bodyrock" (Remix) (készítette Dean Horner és Jarrod Gosling)
3. "Bodyrock" (B & H Bodyrob Mix) - 4:42
4. "Bodyrock" (Rae & Christian Remix) - 5:28

### 12" reklám kiadás (promo 2), Egyesült Királyság (PLCD Mute 225)
1. "Bodyrock" (Olav Basoski's Da Hot Funk Da Freak Funk Remix) - 6:27
2. "Bodyrock" (Dani König Remix) - 8:13

### 12" kiadvány, Olaszország, Nitelite Records (NL 14-99)
1. "Bodyrock" (Olav Basoski's Da Hot Funk Da Freak Funk Remix) - 6:27
2. "Bodyrock" (B & H Bodyrob Mix) - 4:42
3. "Bodyrock" (Dani König Remix) - 8:13
4. "Bodyrock" (Radio Edit 1) - 3:21

### 12" kiadvány, USA, V2 Records (V2AB-27596-1)
1. "Bodyrock" (Olav Basoski's Da Hot Funk Da Freak Funk Remix) - 6:27
2. "Bodyrock" (Dean Honer Mix) - 3:21
3. "Bodyrock" (B & H Bodyrob Mix) - 4:42

### 12" kiadvány, USA, V2 Records (63881-27595-1)
1. "Bodyrock" (Olav Basoski's Da Hot Funk Da Freak Funk Remix) - 6:27
2. "Bodyrock" (Rae & Christian Remix) - 5:28
3. "Bodyrock" (Dani König Remix) - 8:13
4. "Bodyrock" (Dean Honer Mix) - 3:21

### 12" reklám kiadvány, USA, V2 Records (V2AB-27597-1)
1. "Bodyrock" (Dani König Remix) - 8:13
2. "Bodyrock" (Rae & Christian Remix) - 5:28

### Remixes, CD-kiadvány
1. "Bodyrock" (Olav Basoski's Da Hot Funk Da Freak Funk Remix) - 6:27
2. "Bodyrock" (Hybrid's Bodyshock Remix) - 7:43
3. "Bodyrock" (Rae & Christian Remix) - 5:28

Ezt több lemeztársaság is kiadta:
1. Mute Records, Egyesült Királyság (LCD Mute 225)
2. Sum Records, Brazília (6959-2)
3. Intercord Tonträger GmbH, Németország (INT 8 87333 2)

### Remixes, 12" kiadvány, Egyesült Királyság (L12 Mute 225/12 Mute 225)
1. "Bodyrock" (Olav Basoski's Da Hot Funk Da Freak Funk Remix) - 6:27
2. "Bodyrock" (B & H Bodyrob Mix) - 4:42
3. "Bodyrock" (Dani König Remix) - 8:13

## Egyéb, nehezen hozzáférhető változatok
1. Synoptix - "Bodyrock" [Moby cover] - 2:10
2. "Bodyrock" (Demo Version) - 3:56
3. "Bodyrock" (KCRW Session, 1999) - 3:42
4. "Bodyrock" (Moby's Beatnik Mix) - 3:52
5. "Bodyrock" (Nemesis Acid Rocker Mix) - 3:21
6. "Bodyrock" (Psi-Chel's We Rock Mix) - 6:09
7. "Bodyrock" (Culture Shock Mix) - 6:34

Megjegyzések:
1. A 3. szám egy élőben előadott verzió, amit a KCRW Radio stúdiójában adott elő Moby közönség nélkül 1999-ben, pár hónappal az előtt hogy a Play album hatalmas siker lett.
2. A 4. szám a "Play DVD" kiadása körül készült. Akik megvásárolták a DVD-t, mixelhették Moby két számát, köztük a "Bodyrock"-ot is. Ez egy minta, amit Moby készített a programmal megmutatva, hogy miket lehet csinálni.

Moby a Discogs oldalon. (Hozzáférés: 2011. március 13.) 

Moby hivatalos oldalának diszkográfiája. [2011. szeptember 29-i dátummal az eredetiből archiválva]. (Hozzáférés: 2011. március 13.) 

nehezen beszerezhető Moby-számok Youtube csatornája. (Hozzáférés: 2011. március 13.) 